# NGC 274
NGC 274 es una galaxia elíptica de la constelación de Cetus. 
Fue descubierta el 10 de septiembre de 1785 por el astrónomo William Herschel.